# Tyche (hypotetisk planet)

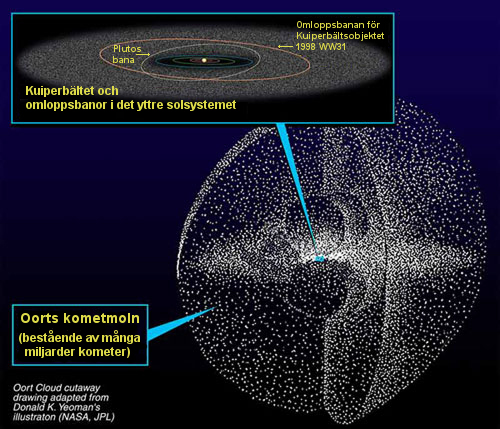
Oorts kometmoln och Kuiperbältet

Tyche är en hypotetisk gasjätteplanet som vissa menar finns i Oorts kometmoln. Dess existens föreslogs av Daniel Whitmire och John Matese vid University of Louisiana at Lafayette 1999.